# Élections législatives de 1993 dans les Ardennes
Les élections législatives françaises de 1993 se déroulent les 21 et 28 mars 1993. Dans le département des Ardennes, trois députés sont à élire dans le cadre de trois circonscriptions.

## Élus
| Circonscription | Député sortant  | Parti | Parti | Député élu ou réélu | Parti | Parti         |
| --------------- | --------------- | ----- | ----- | ------------------- | ----- | ------------- |
| 1re             | Roger Mas       |       | PS    | Michel Vuibert      |       | UDF (CDS)     |
| 2e              | Gérard Istace   |       | PS    | Philippe Mathot     |       | UDF (PR)      |
| 3e              | Jean-Paul Bachy |       | PS    | Claude Vissac       |       | Divers droite |

## Positionnement des partis
Les candidats d'alliance RPR-UDF et divers droite se présentent sous la bannière de l'Union pour la France et ceux du Parti socialiste derrière l'Alliance des Français pour le Progrès. Par ailleurs, Les Verts et Génération écologie s'unissent sous l'étiquette Entente des écologistes.

## Résultats

### Résultats à l'échelle du département
| Parti          | Parti                                       | Premier tour | Premier tour | Second tour | Second tour | Sièges |
| Parti          | Parti                                       | Voix         | %            | Voix        | %           | Sièges |
| -------------- | ------------------------------------------- | ------------ | ------------ | ----------- | ----------- | ------ |
|                | Union pour la démocratie française          | 28 432       | 23,23        | 45 621      | 36,61       | 2      |
|                | Divers droite                               | 9 921        | 8,10         | 20 962      | 16,82       | 1      |
|                | Rassemblement pour la République            | 8 708        | 7,11         | Retrait     | Retrait     | 0      |
|                | Centre national des indépendants et paysans | 1 554        | 1,27         |             |             | 0      |
|                | Union pour la France                        | 48 615       | 39,71        | 66 583      | 53,44       | 3      |
|                |                                             |              |              |             |             |        |
|                | Parti socialiste                            | 28 345       | 23,15        | 58 022      | 46,56       | 0      |
|                | Alliance des Français pour le progrès       | 28 345       | 23,15        | 58 022      | 46,56       | 0      |
|                |                                             |              |              |             |             |        |
|                | Génération écologie                         | 5 472        | 4,47         |             |             | 0      |
|                | Les Verts                                   | 2 346        | 1,92         | 0           |             |        |
|                | Entente des écologistes                     | 7 818        | 6,39         |             |             | 0      |
|                |                                             |              |              |             |             |        |
|                | Front national                              | 16 239       | 13,27        |             |             | 0      |
|                | Parti communiste français                   | 12 381       | 10,11        | 0           |             |        |
|                | Le Trèfle - Les nouveaux écologistes        | 4 681        | 3,82         | 0           |             |        |
|                | Divers dont CPNT                            | 2 210        | 1,81         | 0           |             |        |
|                | Extrême gauche dont LO et PT                | 2 128        | 1,74         | 0           |             |        |
|                |                                             |              |              |             |             |        |
| Inscrits       | Inscrits                                    | 192 593      | 100,00       | 192 566     | 100,00      | 3      |
| Abstentions    | Abstentions                                 | 63 744       | 33,1         | 59 093      | 30,69       |        |
| Votants        | Votants                                     | 128 849      | 66,9         | 133 473     | 69,31       |        |
| Blancs et nuls | Blancs et nuls                              | 6 432        | 4,99         | 8 868       | 6,64        |        |
| Exprimés       | Exprimés                                    | 122 417      | 95,01        | 124 605     | 93,36       |        |

### Résultats par circonscription

#### Première circonscription (Mézières - Rethel)
| Candidat       | Candidat             | Parti          | Premier tour | Premier tour | Second tour | Second tour |  |
| Candidat       | Candidat             | Parti          | Voix         | %            | Voix        | %           |  |
| -------------- | -------------------- | -------------- | ------------ | ------------ | ----------- | ----------- |  |
|                | Michel Vuibert élu   | UDF (CDS)      | 17 668       | 39,59        | 25 619      | 56,58       |  |
|                | Roger Mas sortant    | PS (ADFP)      | 10 227       | 22,91        | 19 664      | 43,42       |  |
|                | Émile-Georges Wagner | FN             | 6 380        | 14,29        |             |             |  |
|                | Sylvain Dalla Rosa   | PCF            | 3 398        | 7,61         |             |             |  |
|                | Jean-Philippe Nadaud | GÉ (EÉ)        | 3 127        | 7,01         |             |             |  |
|                | Gabriel Barillet     | LT-LNÉ         | 1 940        | 4,35         |             |             |  |
|                | Patrick Benyoucef    | PT             | 1 005        | 2,25         |             |             |  |
|                | Pierre Vassal        | CNIP           | 888          | 1,99         |             |             |  |
|                |                      |                |              |              |             |             |  |
| Inscrits       | Inscrits             | Inscrits       | 69 506       | 100,00       | 69 492      | 100,00      |  |
| Abstentions    | Abstentions          | Abstentions    | 22 461       | 32,32        | 20 841      | 29,99       |  |
| Votants        | Votants              | Votants        | 47 045       | 67,68        | 48 651      | 70,01       |  |
| Blancs et nuls | Blancs et nuls       | Blancs et nuls | 2 412        | 5,13         | 3 368       | 6,92        |  |
| Exprimés       | Exprimés             | Exprimés       | 44 633       | 94,87        | 45 283      | 93,08       |  |

#### Deuxième circonscription (Charleville - Givet)
| Candidat       | Candidat              | Parti          | Premier tour | Premier tour | Second tour | Second tour |  |
| Candidat       | Candidat              | Parti          | Voix         | %            | Voix        | %           |  |
| -------------- | --------------------- | -------------- | ------------ | ------------ | ----------- | ----------- |  |
|                | Philippe Mathot élu   | UDF (PR)       | 10 764       | 27,63        | 20 002      | 50,92       |  |
|                | Gérard Istace sortant | PS (ADFP)      | 8 631        | 22,16        | 19 278      | 49,08       |  |
|                | René Visse            | PCF            | 6 395        | 16,42        |             |             |  |
|                | Michel Dierckens      | FN             | 5 750        | 14,76        |             |             |  |
|                | Philippe Lenice       | Les Verts (EÉ) | 2 346        | 6,02         |             |             |  |
|                | Simon Lavergne        | LT-LNÉ         | 1 503        | 3,86         |             |             |  |
|                | Jean-Marie Martin     | CPNT           | 1 407        | 3,61         |             |             |  |
|                | Claude Huet           | Divers         | 803          | 2,06         |             |             |  |
|                | Jean-Pierre Bourriaud | LO             | 686          | 1,76         |             |             |  |
|                | Francois Miara        | CNIP           | 666          | 1,71         |             |             |  |
|                |                       |                |              |              |             |             |  |
| Inscrits       | Inscrits              | Inscrits       | 63 855       | 100,00       | 63 846      | 100,00      |  |
| Abstentions    | Abstentions           | Abstentions    | 22 952       | 35,94        | 21 685      | 33,96       |  |
| Votants        | Votants               | Votants        | 40 903       | 64,06        | 42 161      | 66,04       |  |
| Blancs et nuls | Blancs et nuls        | Blancs et nuls | 1 952        | 4,77         | 2 881       | 6,83        |  |
| Exprimés       | Exprimés              | Exprimés       | 38 951       | 95,23        | 39 280      | 93,17       |  |

#### Troisième circonscription (Sedan - Vouziers)
| Candidat       | Candidat                | Parti          | Premier tour | Premier tour | Second tour | Second tour |  |
| Candidat       | Candidat                | Parti          | Voix         | %            | Voix        | %           |  |
| -------------- | ----------------------- | -------------- | ------------ | ------------ | ----------- | ----------- |  |
|                | Claude Vissac élu       | Divers droite  | 9 921        | 25,55        | 20 962      | 52,35       |  |
|                | Jean-Paul Bachy sortant | PS (ADFP)      | 9 487        | 24,43        | 19 080      | 47,65       |  |
|                | Michel Marchet          | RPR (UPF)      | 8 708        | 22,42        | Retrait     | Retrait     |  |
|                | Jean Aubert             | FN             | 4 109        | 10,58        |             |             |  |
|                | Claude Soulet           | PCF            | 2 588        | 6,66         |             |             |  |
|                | Jean-Louis Jason        | GÉ (EÉ)        | 2 345        | 6,04         |             |             |  |
|                | Bernard Guillot         | LT-LNÉ         | 1 238        | 3,19         |             |             |  |
|                | Guy Petitjean           | Extrême gauche | 437          | 1,13         |             |             |  |
|                |                         |                |              |              |             |             |  |
| Inscrits       | Inscrits                | Inscrits       | 59 232       | 100,00       | 59 228      | 100,00      |  |
| Abstentions    | Abstentions             | Abstentions    | 18 331       | 30,95        | 16 567      | 27,97       |  |
| Votants        | Votants                 | Votants        | 40 901       | 69,05        | 42 661      | 72,03       |  |
| Blancs et nuls | Blancs et nuls          | Blancs et nuls | 2 068        | 5,06         | 2 619       | 6,14        |  |
| Exprimés       | Exprimés                | Exprimés       | 38 833       | 94,94        | 40 042      | 93,86       |  |